# Postfordyzm
Postfordyzm – w historii ekonomii, system produkcji, konsumpcji i innych zjawisk społeczno-ekonomicznych, który cechował się elastyczną specjalizacją, w której łatwo jest uzyskać zróżnicowanie produktu po tym, jak okazało się, że w społeczeństwach zamożnych seryjna produkcja nie jest ani wystarczająca ani satysfakcjonująca. 
W elastyczności specjalizacyjnej dochodzą korzyści asortymentacyjne (economies of scope). Elastyczność specjalizacyjna została opracowana w połowie lat 1980 przez naukowców brytyjskich (Michael Piore i Charles Sabel), którzy, we Włoszech, zaobserwowali ją w kontekście przemysłu odzieżowego. 